# Óscar Iván Balanta
Óscar Iván Balanta (Cali, Valle del Cauca, Colombia; 7 de abril de 1988) es un futbolista colombiano. Juega como delantero.

## Clubes
| Club             | País        | Año         |
| ---------------- | ----------- | ----------- |
| Patriotas Boyacá | Colombia    | 2008        |
| Cortuluá         | Colombia    | 2009        |
| Deportivo Pasto  | Colombia    | 2011 - 2012 |
| Sonsonate        | El Salvador | 2014        |
| Boyacá Chicó     | Colombia    | 2015 - 2018 |
| Patriotas Boyacá | Colombia    | 2019        |

## Palmarés

### Campeonatos nacionales
| Título    | Club            | País     | Año  |
| --------- | --------------- | -------- | ---- |
| Primera B | Deportivo Pasto | Colombia | 2011 |
| Primera B | Boyacá Chicó    | Colombia | 2017 |